# Lock On
Lock On ist eine Kampfflugzeugsimulation für aktuelle Flugzeuge vom Publisher Ubisoft. Es erschien Ende 2003 und wurde von Eagle Dynamics entwickelt. Gebräuchlich ist auch die Abkürzung LOMAC für den internationalen Titel „Lock On - Modern Air Combat“.
Lock On ist offline und online spielbar. Dabei kann der Spieler aus acht Flugzeugen auswählen (F-15C, A-10A, MiG-29 A, G und S, Su-25, Su-27, Su-33). Es existiert eine Vielzahl von Missionen und Kampagnen, die, zusätzlich zu den im Spiel mitgelieferten, von der Fangemeinde entwickelt werden und frei zugänglich sind.
Es handelt sich um eine sehr komplexe Flugsimulation. Mehr als einhundert Tastenkombinationen sind erforderlich, um die Flugzeuge und deren Waffensysteme vollständig zu bedienen. Lock On kann sich hinsichtlich des Realismus durchaus mit anderen Spitzen-Simulationen wie Falcon 4.0 vergleichen. Vor allem die Umsetzung der grafischen Effekte in Lock On ist bisher von keiner anderen Flugsimulation so erreicht worden.

## Add-ons

### Flaming Cliffs
Mit dem Add-on Lock On Flaming Cliffs (Spielversion 1.1) integrierten die Entwickler die SU-25T. Zudem gibt es die Möglichkeit, selbst Objekte wie Straßensperren, Bunker, Wachtürme, Häuser, Tanksilos, Bohrtürme etc. als taktische Objekte hinzuzufügen.
Mit den Add-on sind neben weiteren Verbesserungen vor allem im Multiplayer-Bereich auch das hoch-realistische physikalische Modell AFM (Advanced Flight Model) für die SU-25T eingeführt worden. Die simulierten physikalischen Modelle beinhalten neben den Luftfahrzeug-Charakteristika auch die korrekte Simulation der Radargeräte inklusive der Wirkung von elektronischen Störmaßnahmen (ECM) und den Flug- und Wirkungsmodellen sämtlicher verfügbarer Waffen. Aus vertragsrechtlichen Gründen war dieses Add-on lange Zeit nicht im deutschen Handel erhältlich, sondern konnte nur gegen Gebühr auf der Entwicklerseite heruntergeladen, oder über Händler im Ausland auf CD erworben werden. Inzwischen bieten aber diverse Importeure und Händler einen Direktvertrieb der Software auf CD-Basis an.

### Flaming Cliffs 2.0
Im April 2010 erschien das zweite Add-on zu Lock On, Flaming Cliffs 2.0, welches die Onlinekompabilität zum Nachfolger DCS Black Shark herstellt und somit kombinierte Einsätze der Jagdbomber aus Flaming Cliffs und dem KA-50 Hokum ermöglicht. Ferner übernimmt Flaming Cliffs 2.0 die weiterentwickelte Engine des DCS-Moduls, wodurch realistischere Flugzeug- und Waffenphysiken ermöglicht werden, sowie die Verwendung des aus Black Shark übernommenen Missionseditors, der das Definieren von Auslösern ermöglicht, wodurch z. B. Hinterhalte erstellt, und Missionen wesentlich dynamischer und realitätsnäher erstellt werden können.
War der Kampfschauplatz der Version 1.1 noch die gesamte Krim mit Teilen des Kaukasus, so wird im Add-On die Krim, die aufgrund ihres flachen Terrains nur eingeschränkte taktische Möglichkeiten bot, komplett entfernt, und durch Teile Georgiens bis hin zur türkischen Grenze ersetzt, sodass die gesamte Spielwelt nach Südosten verschoben wird.

### Zusatzprogramme der Fangemeinde
Die Fangemeinschaft entwickelt zusätzlich neue Hilfsmittel und Zusatzprogramme, mit denen in die vorgegebenen Simulationsteile eingegriffen werden kann. So ist es möglich, die Waffenbeladungen der Flugzeuge zu ändern, eigene Lackierungen (sogenannte „Skins“) anzubringen, Klang-Dateien, Flugplatz- und Geländetexturen auszutauschen oder sich mit dem Tool TACVIEW (kostenlos verfügbar) aufgezeichnete Einsätze in einer 3D-Simulation mit allen Ereignissen wie Waffenauslösung und Treffern, nachträglich auch in Zeitlupe anzusehen.

## Online-Wettkämpfe
Seit 2003 werden mehrere Luftkampfsimulationswettkämpfe veranstaltet. Zuerst hatte das ungarische Online-Geschwader VMH.59 mit JetFly Wettkämpfe organisiert und durchgeführt. Später wurden diese Wettkämpfe ausgebaut, so dass diese nicht nur auf nationaler, sondern auf europäischer Ebene fundieren. Das heißt, es nahmen auch virtuelle Piloten aus anderen Ländern Europas teil. Daneben gab es außerdem die LOMAC-League. Eine internationale Plattform auf der jährlich um den Sieg in den Disziplinen „Fighter Sweep“ (4vs4-8vs8 BVR), „Short Range“ (2vs2 Luftkampf mit hitzesuchenden Kurzstreckenraketen) und „1vs1“ (BVR, SRM und Guns only)ausgetragen wurden.
Seit 2004 wird von der Fortis Uhren AG ein europäischer Luftkampf-Wettbewerb finanziert. Im Jahr 2005 wurde zum ersten Mal eine virtuelle Flugshow auf Lock On veranstaltet. Der Event heißt VFAT (Virtual Festival of Aerobatic Teams) und wird seitdem jährlich ausgerichtet. Die teilnehmenden Piloten fliegen zum größten Teil in anderen Online-Geschwadern, andere Benutzer können als Zuschauer teilnehmen.